# The Jompson Brothers
The Jompson Brothers fue una banda de rock originario de Nashville, Tennessee en el 2007.
Después de la salida de Stapleton de The SteelDrivers a comienzos de 2010,The Jompson Brothers comenzaron a recorrer regularmente el sureste de Estados Unidos. Lanzaron de manera independiente su álbum homónimo en noviembre de 2010. 

## Integrantes
- Chris Stapleton: voz principal, guitarra.
- Greg Mckee: guitarra principal.
- Bard McNamee: batería.
- J.T Cure: bajo.

## Discografía
- 2010: The Jompson Brothers[3]